# Hrabstwo DeWitt (Illinois)

Piramida wieku hrabstwa

Hrabstwo DeWitt – hrabstwo w USA, w stanie Illinois, według spisu z 2000 roku liczba ludności wynosiła 16 798. Siedzibą hrabstwa jest Clinton. W United States Census Bureau i United States Geological Survey nazwa hrabstwa występuje jako De Witt (ze spacją).

## Historia
Hrabstwo DeWitt pierwotnie było zamieszkiwane przez Indian Kickapoo i Potawatomów. W 1820 roku na te tereny przybyli pierwsi biali osadnicy, Felix Jones, Prettyman Cud, William Cottrell, Samuel Glenn i rodziny Scott, Lundy i Coaps. Pierwszy budynek powstał w miejscu gdzie dziś znajduje się miasto Farmer przez  Nathana Clearwater. Zion Shuges zbudował pierwszy młyn w hrabstwie. Kolejnymi osadnikami byli mieszkańcy Kentucky i Tennessee, lecz dopiero osadnicy z Ohio przyczynili się do znacznej rozbudowy hrabstwa. W 1835 wybudowano w Waynesville pierwszą szkołę i prezbiteriański kościół. 1839 rok jest datą powstania i zarejestrowania hrabstwa, które zostało wydzielone z dwóch innych hrabstw – Macon i McLean. Nazwa została nadana na cześć siódmego gubernatora stanu Nowy Jork, DeWitt Clintona.

## Geografia
Według spisu hrabstwo zajmuje powierzchnię 1 049 km², z czego 1 030 km² stanowią lądy, a 19 km² (1,87%) stanowią wody. Jest jednym z najmniejszych hrabstw w stanie Illinois. 
Większość powierzchni hrabstwa zajmuje preria, przeplatana lesistymi wysepkami. Przez hrabstwo przebiega kilka linii kolejowych (między nimi Illinois Centralne).

### Sąsiednie hrabstwa
- Hrabstwo McLean – północ
- Hrabstwo Piatt – wschód
- Hrabstwo Macon – południe
- Hrabstwo Logan – zachód

## Demografia

Stan Illinois na mapie USA

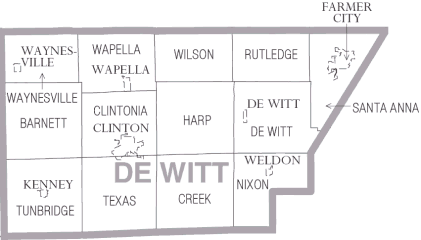
Mapa Hrabstwa DeWitt

Według spisu z 2000 roku hrabstwo zamieszkuje 16 798 osób, które tworzą 6 770 gospodarstw domowych oraz 4 684 rodzin. Gęstość zaludnienia wynosi 16 osób/km². Na terenie hrabstwa jest 7 282 budynków mieszkalnych o częstości występowania wynoszącej 7 budynków/km². Hrabstwo zamieszkuje 97,81% ludności białej, 0,49% ludności czarnej, 0,19% rdzennych mieszkańców Ameryki, 0,28% Azjatów, 0,02% mieszkańców Pacyfiku, 0,50% ludności innej rasy oraz 0,71% ludności wywodzącej się z dwóch lub więcej ras, 1,27% ludności to Hiszpanie, Latynosi lub inni.
W hrabstwie znajduje się 6770 gospodarstw domowych, w których 30,90% stanowią dzieci poniżej 18 roku życia mieszkający z rodzicami, 56,80% małżeństwa mieszkające wspólnie, 8,50% stanowią samotne matki oraz 30,80% to osoby nie posiadające rodziny. 26,80% wszystkich gospodarstw domowych składa się z jednej osoby oraz 12,60% żyje samotnie i ma powyżej 65 roku życia. Średnia wielkość gospodarstwa domowego wynosi 2,44 osoby, a rodziny wynosi 2,95 osoby.
Przedział wiekowy populacji hrabstwa kształtuje się następująco: 24,60% osób poniżej 18 roku życia, 7,80% pomiędzy 18 a 24 rokiem życia, 28,30% pomiędzy 25 a 44 rokiem życia, 23,50% pomiędzy 45 a 64 rokiem życia oraz 15,90% osób powyżej 65 roku życia. Średni wiek populacji wynosi 38 lat. Na każde 100 kobiet przypada 95,60 mężczyzn. Na każde 100 kobiet powyżej 18 roku życia przypada 93,50 mężczyzn.
Średni dochód dla gospodarstwa domowego wynosi 41 256 USD, a średni dochód dla rodziny wynosi 50 429 dolarów. Mężczyźni osiągają średni dochód w wysokości 35 902 dolarów, a kobiety 23 998 dolarów. Średni dochód na osobę w hrabstwie wynosi 20 488 dolarów. Około 5,80% rodzin oraz 8,20% ludności żyje poniżej minimum socjalnego, z tego 11,90% poniżej 18 roku życia oraz 7,20% powyżej 65 roku życia.

## Miasta
- Clinton
- Farmer City

## Wioski
- De Witt
- Kenney
- Wapella
- Waynesville
- Weldon